# Jehovah 1
Para outros usos deste termo, veja Jeová.

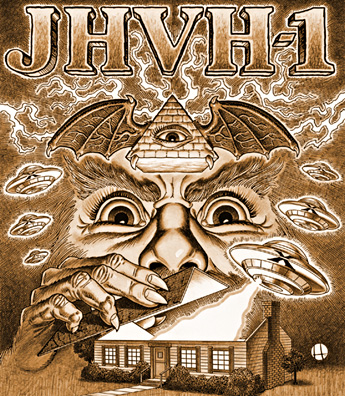
JHVH-1.

Jehovah 1 ou JHVH-1 (também conhecido como Wodim, Ra etc.) é uma entidade-modelo de deus (God-like) importante na mitologia da Igreja do Subgênio, e numericamente oposta à entidade-modelo NHGH de adversário (Satan-like, que é uma entidade de Satã sorridente, deus da Má Sorte e Coincidências Desagradáveis, personificação cósmica da Lei de Murphy).
Este "deus irado de um espaço alienígena de alguma galáxia do pecado corporativo" é considerado ser idêntico com o Deus das religiões abraâmicas e outras religiões patriarcais.  De acordo com o dogma dos Subgênios, JHVH-1 foi contactado por J. R. "Bob" Dobbs em 1953 através de um aparelho de televisão construído pelo próprio Dobbs. As muitas coisas contadas e mostradas para "Bob" durante sua emaculação divina foram escritas nas Prescrituras, o mais sagrado texto da tradição Subgênio, excertos que foram divulgadas no Livro do Subgênio.